# 静岡市立葵小学校

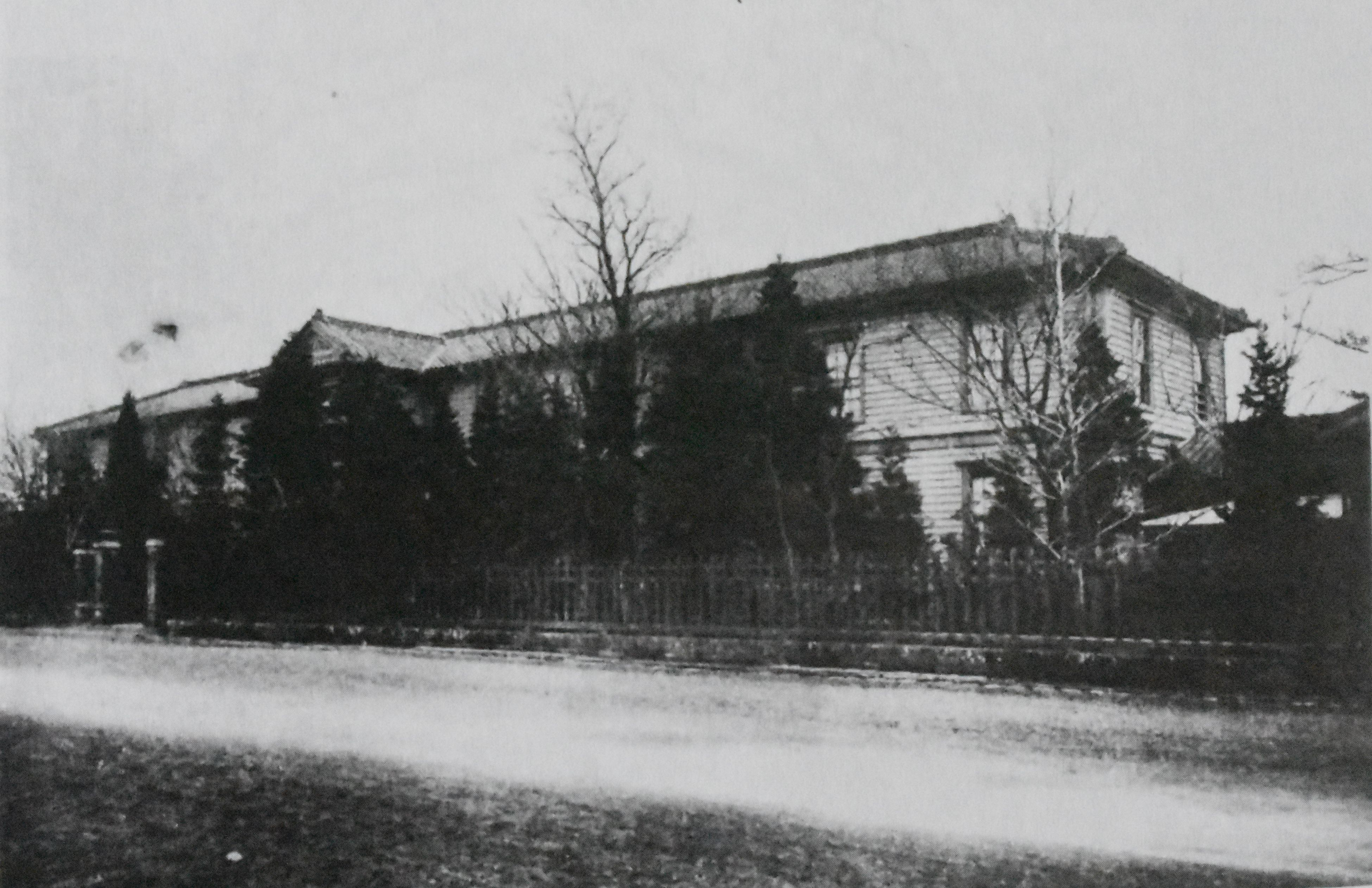
大正時代頃の「城内東小学校」

静岡市立葵小学校（しずおかしりつ あおいしょうがっこう）は、静岡県静岡市葵区城内町にある公立小学校。

## 沿革

### 合併前の学校

#### 静岡市立城内小学校
- 1870年（明治3年）[西暦年要検証] - 静岡藩学問所に付属小学所が設置される
- 1873年（明治6年）8月9日 - 「教勧舎」発足
- 1876年（明治9年）4月23日 - 進修舎と合併し「壕頭学校」に改称
- 1886年（明治19年）9月24日 - 静岡高等小学校 および 静東、静西、静北、静南の各尋常小学校 発足
- 1892年（明治25年）
  - 9月24日 - 静岡高等小学校が「静岡市立静岡高等小学校」に改称
  - 12月14日 - 市街地の火災により校舎焼失
- 1893年（明治26年）12月18日 - 新校地（現在の静岡市役所本館の場所）に校舎が完成し移転
- 1908年（明治41年） - 静岡高等小学校と尋常小学校4校が合併し「静岡市立静岡尋常高等小学校」に改称
- 1913年（大正2年） - 追手町38番地（現・葵小の所在地）に移転・「静岡市立城内尋常高等小学校」に改称
- 1914年（大正3年） - 校章制定
- 1920年（大正9年） - 高等科野球部　第1回全国少年野球優勝大会出場
- 1922年（大正11年） - ボーイスカウト日本連盟第1回全国大会が本校で開かれる
- 1923年（大正12年） - プール完成　市内で初のプール施設
- 1936年（昭和11年） - 隣接していた静岡県立静岡商業学校（現・静岡県立静岡商業高等学校）の移転に伴い、同校の旧校地を取得し校地が拡大される
- 1937年（昭和12年） - 高等小学校が分離し籠上に移転・「静岡市立城内尋常小学校」に改称
- 1941年（昭和16年） - 「静岡市立城内国民学校」に改称
- 1945年（昭和20年） - 戦災により校舎焼失、廃校となり横内国民学校（現・静岡市立横内小学校）に統合
- 1947年（昭和22年） - 「静岡市立城内小学校」として再開校
- 1957年（昭和32年） - 校歌制定
- 1986年（昭和61年）11月22日 - 創立100周年記念行事開催
- 1987年（昭和62年） - 体育館完成
- 1992年（平成4年） - プール移転完成
- 1995年（平成7年） - 「さわやか3組」収録

#### 静岡市立青葉小学校
- 1954年（昭和29年） - 開校（当時の地番：静岡市追手町249番地、閉校時：葵区追手町4番16号）
- 1955年（昭和30年） - 校歌制定

### 葵小学校 沿革
- 2007年（平成19年）
  - 4月1日 - 開校[2]。
  - 4月9日 - 第1回入学式[2]。
  - 12月20日 - 開校記念式典。
- 2008年（平成20年）
  - 5月29日 - 京都から葵使（あおいつかい）来校。
- 2009年（平成21年）
  - 11月11日 - 京都市立上賀茂小学校との第1回交流会。

## 通学区域
葵区

| - 安東一丁目 - 安東柳町 - 梅屋町 - 大岩宮下町 - 追手町 - 上石町 - 金座町 - 車町 - 紺屋町 - 呉服町一丁目・二丁目 | - 七間町 - 駿府町 - 駿府城公園 - 浅間町一丁目・二丁目 - 常磐町一丁目・二丁目 - 中町 - 西草深町 - 東草深町 - 人宿町一丁目・二丁目 - 長谷町 | - 馬場町 - 富士見町 - 本通一～三丁目 - 丸山町 - 水落町 - 宮ケ崎町 - 御幸町 - 両替町一丁目・二丁目 |

## 出身者
- 長戸寛美（元最高検察庁次長検事）城内尋常高等小学校
- 宇佐美一夫（元プロ野球選手／国鉄スワローズ）城内尋常高等小学校　静岡中学　横浜高等商業　満鉄倶楽部
- 田村稔（元プロ野球選手／イーグルス）城内尋常高等小学校　静岡商業　全静岡
- 牧勝美（大日本帝国陸軍元少佐、"義烈空挺隊最後の語り部"）城内尋常高等小学校
- 薮崎昭（水彩画家）
- 三浦知良（サッカー選手）城内小学校

## アクセス
- しずてつジャストライン県立病院高松線・大浜麻機線 「長谷通り」停留所から、徒歩5分